# 王仁宏
王仁宏（1937年—），男，江西南昌人，中国数学家。大连理工大学教授，博士生导师。研究方向包括计算几何，多元样条，多元逼近，非线性逼近，无界函数逼近，数值积分，计算机辅助几何设计。在无界函数逼近方面和多元样条的理论方面做出基础性和原创性工作。

## 生平
1937年出生于江西南昌。1995年5月，中国数学会第七次代表大会在北京清华大学举行，会议选举产生了77名理事，并召开理事会第一次会议，他出任常务理事。
2016年8月3日，王仁宏教授从教五十余年的研究成果结集出版的《王仁宏数学文选》首发。

## 社会兼职
现任国际杂志《计算及应用数学杂志》副主编，及多个数学类国际刊物编委。